# アンナ・レバンティ
アンナ・レバンティ(エストニア語: Anna Levandi, 1965年6月30日 - )、旧姓 コンドラショワ(ロシア語: Анна Анатольевна Кондрашова)は、ソビエト連邦出身の女性、元フィギュアスケート選手(女子シングル)。競技引退後にコーチ、振付師。夫は元ノルディック複合選手のアラール・レバンティ。
1984年世界フィギュアスケート選手権2位。サラエボオリンピック、カルガリーオリンピックソ連代表。

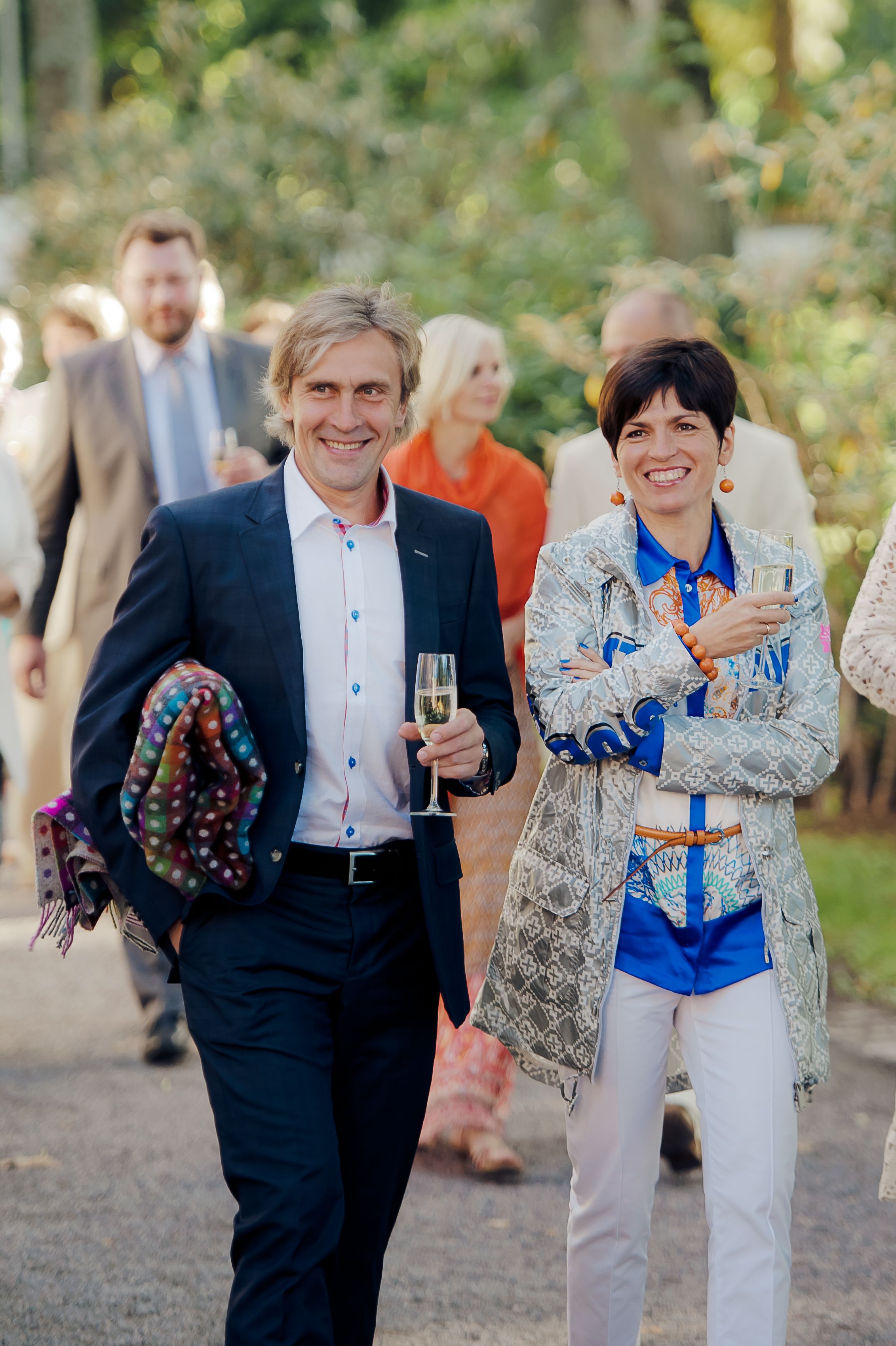
アラール・レバンディ, アンナ・レバンティ (2012)

## 人物
1965年モスクワ生まれ。タリン出身でソビエト連邦、のちエストニアを代表したオリンピック選手アラール・レバンティと結婚し、現在はタリンに居住している。息子のアルレット・レバンディはフィギュアスケート選手。

## 経歴

### 競技歴
コンドラショワは1983年から国際競技会に出場し始めた。
1984年世界フィギュアスケート選手権で2位となったのをはじめ、ヨーロッパフィギュアスケート選手権では4度3位になっている。
オリンピックには1984年のサラエボ、1988年のカルガリーに出場し、サラエヴォでは5位。カルガリーでは8位となり、そのシーズンで競技生活を終えた。

### 指導者歴
エストニアのタリンで、結婚後の自分の名を冠したスケートクラブを主宰し、フィギュアスケートコーチまた振付師として競技に携わっている。アンナレバンティフィギュアスケートクラブはエストニアを代表する有力クラブとなっており、アリサ・ドレイ、エレーナ・グレボワ、アルレット・レバンディといった国際的な選手や、数々のエストニアを代表する選手を指導している。

## 主な戦績
| 大会/年        | 1981/82 | 1982/83 | 1983/84 | 1984/85 | 1985/86 | 1986/87 | 1987/88 |
| -------------- | ------- | ------- | ------- | ------- | ------- | ------- | ------- |
| オリンピック   |         |         | 5       |         |         |         | 8       |
| 世界選手権     |         | 5       | 2       | 4       | 7       | 9       |         |
| 欧州選手権     |         | 5       | 3       | 5       | 3       | 3       | 3       |
| モスクワ国際   |         | 2       | 2       | 3       | 2       | 3       |         |
| ソビエト選手権 | 3       | 2       |         | 1       | 1       | 1       |         |

## 表彰
- 2007年 エストニア ウーマンオブザイヤー
- 2008年 エストニア コーチオブザイヤー[2]
- 2009年2月4日 第3等白勲章 [3]